# 2090.
◄ | 20. stoljeće | 21. stoljeće | 22. stoljeće | ►
◄ | 2060-ih | 2070-ih | 2080-ih | 2090-ih | 2100-ih | 2110-ih | 2120-ih | ►
◄◄ | ◄ | 2087. | 2088. | 2089. | 2090. | 2091. | 2092. | 2093. | ► | ►►
Astronomija

## Događaji
- 23. rujna – Potpuna pomrčina Sunca. Ovo će biti jedna od "europskih" pomrčina: počet će na Arktiku, ići preko Sjevernog pola, preko otoka Ellesmerea, zapadnom grenlandskom obalom, preko Atlantskog oceana, južne Irske i Engleske, Francuske i Belgije.